# هوي نان
هوي نان (بالإنجليزية: Howie Nunn)‏ هو لاعب كرة قاعدة أمريكي، ولد في 18 أكتوبر 1935 في Westfield, North Carolina ‏ في الولايات المتحدة، وتوفي في 17 فبراير 2012 في وينستون-سالم في الولايات المتحدة.

## وصلات خارجية
- هوي نان على موقع دوري كرة القاعدة الرئيسي (الإنجليزية)
- هوي نان على موقعبيزبول رفرنس.كوم (الدوري الرئيسي) (الإنجليزية)
- هوي نان على موقعبيزبول رفرنس.كوم (الدوري الثانوي) (الإنجليزية)